# Stanley Franker
Joubert Stanley Franker (Paramaribo, 11 november 1945) is een Nederlands-Surinaams oud-tennisser en tenniscoach.
Franker was op jonge leeftijd een getalenteerd tennisser en werd de best geklasseerde tennisser van Suriname. In 1966 kwam het gezin Franker naar Nederland. Hij verdiende een studiebeurs voor de University of Southern California en ging daar spelen in het college-circuit. Tevens gaf hij privé tennisles in Los Angeles, onder andere aan Sidney Poitier. Hij behaalde een master in lichamelijke opvoeding. 
Franker werd tenniscoach, onder andere van Stacy Margolin, Andrea Buchanan en Thomas Muster. Van 1983 tot 1986 was hij bondscoach van Oostenrijk. Hierna vervulde hij deze functie tot 1998 bij de KNLTB. Hij behaalde met het Nederlands team successen in de Davis Cup. Met spelers als Richard Krajicek, Paul Haarhuis, Jacco Eltingh en Jan Siemerink bracht hij Nederland terug in de wereldgroep. In 1993 kreeg hij voor zijn verdiensten een onderscheiding van de ITF.
Sindsdien is Franker werkzaam als adviseur in het tennis. Hij adviseert verschillende toernooien en wil een challengertoernooi in Suriname opzetten. Hij remigreerde in 2005 en is werkzaam als directeur bij een handelsfirma. In 2001 werd hij gedecoreerd als ridder in de Ere-Orde van de Gele Ster.